# Latencia de entrada
La latencia de entrada o input lag es la cantidad de tiempo que transcurre entre el envío de una señal eléctrica y la ocurrencia de la acción correspondiente.
En el contexto de los videojuegos, describe la latencia entre la interacción con el control o mando y la reacción del juego en pantalla, a pesar de que esto también puede ser debido a latencia de salida.

## Latencia al interactuar con un control
Las causas potenciales del "retraso de entrada" están ligadas a la cantidad de pasos que deben transcurrir antes de que la reacción en el juego  se materialice. 

### El control envía señal a consola
Para los controles alámbricos, este retraso es insignificante. Para los inalámbricos, las opiniones varían en cuanto a la importancia de este. Muchas personas afirman notar un retraso adicional al usar un controlador inalámbrico, mientras que otras afirman que los 4 a 8 milisegundos de retardo es inapreciable.

### Consola / PC procesando un nuevo fotograma
Una consola o PC enviará un nuevo fotograma una vez que termine los cálculos necesarios para crearlo. La cantidad de fotogramas renderizados por segundo (por lo general ) se denomina velocidad de fotogramas(frame rate) . Usando el ampliamente utilizado monitor de 60 Hz como ejemplo, la velocidad de fotogramas teórica máxima es 60 FPS (fotogramas por segundo), lo que significa que la latencia de entrada teórica mínima para el sistema general es de aproximadamente 16.67 ms (1 fotograma/60 FPS) . Por lo general el monitor es el cuello de botella para la cantidad teórica máxima de FPS, lo que hace que no tenga sentido renderizar más fotogramas de los que el monitor es capaz de mostrar. En situaciones en las que la carga de la CPU y / o GPU es alta, los FPS pueden caer por debajo de la frecuencia de actualización del monitor.
No es necesario que los fotogramas individuales se terminen dentro del intervalo de un refresco de pantalla para que se generen a una velocidad equivalente. Los motores de juegos a menudo hacen uso de arquitecturas de segmentación para procesar múltiples fotogramas al mismo tiempo, lo que permite un uso más eficiente del hardware. Esto acentúa la latencia de entrada, especialmente a bajos FPS.

### Latencia de la pantalla
Este es el retraso causado por el televisor o monitor (que también se denomina "latencia de entrada" o  "latencia de salida"). Este es en virtud del procesamiento de imágenes (como la interpolación, el suavizado de movimiento o el suavizado de bordes ). Un retraso de entrada por debajo de 30 ms generalmente se considera imperceptible en un televisor . Una vez que se ha procesado el fotograma, el paso final es representar los píxeles para mostrar el color correcto en este. El tiempo que tarda esto se denomina tiempo de respuesta de píxeles .